# Funny Girl (film)
Pour les articles homonymes, voir Funny Girl (homonymie).
Série
Funny Lady
(1975)
Pour plus de détails, voir Fiche technique et Distribution.
Funny Girl est un film musical américain de William Wyler sorti en 1968, basé sur la comédie musicale du même nom d'Isobel Lennart, Bob Merrill et Jule Styne créée au Winter Garden Theatre de Broadway en 1964.

## Synopsis
Biographie romancée de la comédienne américaine Fanny Brice.

## Fiche technique
- Titre original : Funny Girl
- Réalisateur : William Wyler assisté d'Herbert Ross (numéros musicaux)
- Scénario : Isobel Lennart d'après sa comédie musicale
- Direction artistique : Gene Callahan
- Décors : Robert Luthardt
- Costumes : Irene Sharaff (pour Barbra Streisand)
- Photographie : Harry Stradling Sr.
- Lyrics : Bob Merrill
- Musique : Jule Styne
- Arrangements et direction musicale : Walter Scharf
- Chorégraphie : Herbert Ross
- Montage : William Sands, Maury Winetrobe et Robert Swink
- Production : Ray Stark
- Société de production : Columbia Pictures
- Société de distribution : Columbia Pictures
- Pays de production :  États-Unis
- Langue originale : anglais
- Format : Couleurs (Technicolor) - 35 mm - 2,35:1 (Panavision)[2] - Stéréo 4 pistes
- Genre : Biopic, film musical, comédie dramatique et romance
- Durée : 151 minutes
- Dates de sortie : 
  - États-Unis : 19 septembre 1968
  - France : 17 janvier 1969
- Affiches : Bill Gold (États-Unis), Jean Mascii (France)

## Distribution
- Barbra Streisand (VF : Michèle Bardollet) : Fanny Brice
- Omar Sharif (VF : Jean-Claude Michel) : Nick Arnstein
- Kay Medford (VF : Jacqueline Porel) : Rose Brice
- Anne Francis (VF : Nadine Alari) : Georgia James
- Walter Pidgeon (VF : Fernand Fabre) : Florenz Ziegfeld
- Lee Allen (VF : Jacques Balutin) : Eddie Ryan
- Mae Questel : Mme Strakosh
- Gerald Mohr (VF : Jean Berger) : Tom Branca
- Frank Faylen (VF : Pierre Leproux) : Keeney
- Mittie Lawrence : Emma
- Gertrude Flynn : Mme O'Malley
- Penny Santon : Mme Meeker
- John Harmon (VF : Jacques Berthier (acteur)) : Manager
- Freeman Lusk (VF : Roger Tréville) : le Juge
- Lloyd Gough (VF : Yves Brainville) : l'Avocat Bill Fallon
- John Warburton (VF : Louis Arbessier) : un joueur de cartes
- Frank Sully (non crédité) : Barman
- Lee Meredith (non créditée) : Ziegfield Girl

## Chansons
- People

## Autour du film
- L'intrigue est directement inspirée de la biographie de Fanny Brice[3], star comique de cinéma et de Broadway, ainsi que sa relation houleuse avec l'entrepreneur et joueur Nicky Arnstein.
- L'adaptation pour l'écran rassemble Barbra Streisand[4] et Omar Sharif. Kay Medford reprend son rôle de la comédie musicale et Walter Pidgeon interprète Florenz Ziegfeld. Anne Francis joue la show-girl Georgia James, bien que la plupart de sa performance ait été laissée de côté au montage. Le rôle joué par Jean Stapleton sur scène revint à Mae Questel. Les fans de la version originale de Broadway furent consternés de découvrir que la plupart de ses chansons avaient été éliminées.
- L'ajout le plus important est la chanson My Man, adaptation anglaise de Mon homme de Maurice Yvain, chantée par Fanny Brice à la fin du film.
- Streisand remporta l'Oscar de la meilleure actrice, une récompense qu'elle partagea avec Katharine Hepburn pour Le Lion en hiver. Le film fut nommé dans les catégories suivantes : « Meilleur Film », « Meilleure Actrice dans un second rôle » (Kay Medford), « Meilleure Image », « Meilleur Montage », « Meilleure Musique », « Meilleure Partition pour un film musical », « Meilleure Chanson originale » (Funny Girl) et « Meilleur Son ».
- Streisand reçut un Golden Globe de la meilleure actrice ; des nominations furent également attribuées au film, à la chanson Funny Girl et à William Wyler. Le scénario de Lennart lui a valu d'être reconnu par la Writers Guild of America. Le film a été un gros succès dans les salles de cinéma et devint le film ayant rapporté le plus d'argent en 1968.
- En 1975, une suite sortit en salle sous le titre de Funny Lady avec James Caan dans le rôle du second mari de Brice, l'impresario Billy Rose, qui fut un succès commercial.
- Un autre film américain, basé sur la vie de Fanny Brice, sortit en 1939 sous le titre de Rose of Washington Square, avec comme acteurs principaux Alice Faye, Tyrone Power et Al Jolson. Il prend autant de libertés avec la réalité que les films suivants.
- En 2006, le film a atteint la 16e place sur la liste des meilleures comédies musicales dressée par l'American Film Institute.